# Hexoplon carissimum
Hexoplon carissimum är en skalbaggsart som först beskrevs av White 1855.  Hexoplon carissimum ingår i släktet Hexoplon och familjen långhorningar.
Artens utbredningsområde är Venezuela. Inga underarter finns listade i Catalogue of Life.